# ヘヴィサイド (月のクレーター)
ヘヴィサイド (Heaviside) は、月の裏側にあるクレーターである。同様の大きさのクレーター（壁平原）であるキーラーの東縁に接しているが、キーラーのほうが侵食の度合いは少ない。北西にはストラットン (クレーター)、南東にはエイトケンが位置する。
ヘヴィサイドの周壁外側は、あとに続く衝撃によって摩耗し侵食されており、とくに北側と南側で顕著である。西側の周壁（リム）は、キーラーの衝突による衝撃でいくらか破壊されており、東側の周壁のみが比較的損傷を受けていない状態となっている。
クレーター底面は比較的平坦であるが、多数のごく小規模なクレーターが穿たれており、南東側と西側とに険しい地形がある。従属クレーターのうち特筆すべきものは、南側にある Heaviside N、北側にある Heaviside Z、および東側のリム近くにあってボウル状をした Heaviside E である。 

## 従属クレーター
ヘヴィサイドのごく近くにある小さな無名のクレーターについては、アルファベットを付加することによって識別される。
| 名称 | 月面緯度 | 月面経度 | 直径   |
| ---- | -------- | -------- | ------ |
| B    | 5.5° S   | 169.3° E | 23 km  |
| C    | 5.7° S   | 171.1° E | 28 km  |
| D    | 6.7° S   | 171.8° E | 18 km  |
| E    | 10.2° S  | 169.2° E | 12 km  |
| F    | 10.8° S  | 172.8° E | 14 km  |
| K    | 13.3° S  | 168.5° E | 110 km |
| N    | 11.8° S  | 166.6° E | 18 km  |
| Z    | 8.8° S   | 166.8° E | 12 km  |